# Slágerek 2.
A Slágerek 2. a két évvel korábban megjelent lemez folytatása, ezen az albumon is korábbiakban kiadott dalok feldolgozása jelent meg, valamint egy vadonatúj szám is.

## Az album dalai[1]
1. Kérlek, hogy jöjj el (Szűcs Judith-Szűcs Antal Gábor-Szabó Géza)
2. Dididdididididergek (Bob Lanky)
3. Csak egy szépszemű csavargó (Delhusa Gjon-Demjén Ferenc)
4. Az én anyám (Schöck Ottó-Schönthal Henrik)
5. Rumeláj (Szűcs Antal Gábor-Mihály Tamás-Fülöp Csaba)
6. Csak egy szívet akarok (Bob Lanky)
7. Ne szégyelld (Voga János)
8. Elbúcsúzom (Schöck Ottó-Schönthal Henrik)
9. Sex-ideál (Bob Lanky)
10. Hello (Voga János-Fülöp Csaba)
11. Karolj belém (Szikora Róbert)
12. Meleg az éjszaka (Schöck Ottó-Schönthal Henrik)
13. Kihajolni veszélyes (Bob Lanky)
14. Nem volt már régen velem (Voga János)
15. Repülök, szállok (Szűcs Antal Gábor-Delhusa Gjon-Papp Tamás)
16. Búcsú (Szűcs Antal Gábor-Miklós Tibor)

## Közreműködtek
- Szűcs Judith – ének vokál
- Závodi Gábor – billentyűs hangszerek
- Szűcs Antal Gábor – gitárok
- Csányi István – szaxofon
- Hoffer Péter – dobok
- Bársony Attila – vokál